# ブラジュ・クラメル
ブラジュ・クラメル（スロベニア語: Blaž Kramer、1996年6月1日 - ）は、スロベニア・ツェリェ出身のサッカー選手。コンヤスポル所属。ポジションはFW。

## クラブ歴
2016年、NKアルミニイでプロデビュー。2017年から2シーズンをVfLヴォルフスブルクのリザーブチームでプレーし、2019年6月19日、スイスのFCチューリッヒと3年契約を結んだ。2021-22シーズンにはリーグ戦23試合で4得点を挙げ、クラブの13年ぶりとなるリーグ優勝に貢献した。
2022年5月25日、エクストラクラサのレギア・ワルシャワに加入し、3年契約を交わした。

## 代表歴
2020年9月6日、UEFAネーションズリーグのモルドバ代表戦にてスロベニア代表デビューを果たした。